# Gobernación de Curlandia
La gobernación de Curlandia, también conocida como provincia de Curlandia, gobernación of Kurlandia (en ruso: Курляндская губерния), y gobierno de Curlandia (en alemán: Kurländisches Gouvernement, en letón: Kurzemes guberņa), fue uno de las gobernaciones bálticas del Imperio ruso, y que ahora forma parte de la República de Letonia
La gobernación fue creada en 1795 a partir del territorio del Ducado de Curlandia y Semigalia que fue incorporado al Imperio ruso como la provincia de Curlandia con su capital en Jelgava (llamada Mitau en ese momento), tras la tercera partición de la Mancomunidad polaco-lituana. Hasta finales del siglo XIX, la gobernación no estaba bajo dominio de Rusia, sino que era administrada de forma independiente por la nobleza local germano-báltica a través de un Consejo Regional feudal (alemán: Landtag).
La gobernación limitaba al norte con el mar Báltico, el golfo de Riga y la gobernación de Livonia; al oeste por el mar Báltico; al sur con la gobernación de Vilna y Prusia, y al este con las gobernaciones de Vítebsk y la Minsk. La población en 1846 se estimó en 553,300 habitantes. Dejó de existir durante la Primera Guerra Mundial después de que el Imperio alemán tomó el control de la región en 1918. Rusia entregó el territorio por el Tratado de Brest-Litovsk el 3 de marzo de 1918.